# Льо Авър АК
Льо Авър Атлетик Клуб ФА (на френски: Le Havre Athletic Club Football Association), по-популярен като Льо Авър е френски футболен клуб от град Хавър. Основан е през 1872 година и е най-старият футболен и ръгби клуб, регистриран във Франция. През сезон 2008-2009 се състезава в Лига 1 на Франция.

## История
Въпреки че е регистриран през 1872 г., футболът започва да се развива чак през 1894, така че технически ФК Мюлуз може да се счита за първия френски отбор по футбол. (създаден през 1893)
През 1899, Льо Авър става първият клуб извън Париж, спечелил шампионската титла по футбол.
Клубът е известен със своята инвестиционна младежка програма, която открива и създава местни млади таланти. Продукт на клубната школа са футболисти като Ибраим Ба, Жан-Ален Бумсонг, Ласана Диара и др.
Във Франция Льо Авър е известен като 'les ciel et marine', което се превежда като „небесно и морско сините“. Тези цветове са избрани от английските основатели на клуба, и са заимствани от екипите на университетите в Оксфорд и Кеймбридж.

## Успехи
- Лига 1
  - Шампион (3): 1899, 1900, 1919
- Лига 2
  - Шампион (5): 1938, 1959, 1985, 1991, 2008
  - Вицешампиони: 1950
- Купа на Франция
  - Победител – 1959
  - Финалист – 1920

## Известни бивши футболисти
- Ибрахим Ба
- Жан-Ален Бумсонг
- Ласана Диара
- Паскал Шимбонда
- Флоран Синама Понгол
- Стив Манданда
- Алексис Бертен
- Мамаду Нианг
- Мишел Идалго
- Жарко Оларевич
- Миленко Пантич
- Сюлейман Диавара
- Карлос Камени

## Български футболисти
- Бойчо Величков: 1986/87 - (22 мача - 1 гол)